# Malinová (Slowakei)
Malinová (slowakisch bis 1927 Cách, 1927 bis 1948 Cech; deutsch Zeche, ungarisch bis 1907 Cach, dann Csék) ist eine Gemeinde 10 Kilometer nördlich der Stadt Prievidza und hat 883 Einwohner laut der Volkszählung von 2011, von denen sich 821 als Slowaken und 51 (6,2 %) als Deutsche bezeichneten.
Der vom Flüsschen Chvojnica durchflossene Ort ist umgeben von den Ausläufern der Kleinen Fatra und wurde 1339 als Chach zum ersten Mal schriftlich erwähnt.
Zeche war bis 1945 von einer karpatendeutschen Bevölkerung geprägt, von der sich viele am Widerstand gegen den Nationalsozialismus beteiligten. Am 7. November 1944 verschleppte die SS 32 Familien aus dem Ort in Konzentrationslager. Von 96 karpatendeutschen Antifaschisten starben 26 im Kampf.
Einige Karpatendeutsche verblieben nach 1945 in Cech, jedoch war die Verwendung der deutschen Sprache nicht mehr erwünscht. Nach Angaben von Dorfbewohnern erhielt der Ort 1948 den Namen Malinová nach dem sowjetischen General Rodion Jakovlevič Malinovskij, dessen 2. Ukrainische Front im Frühjahr 1945 in Cech einrückte.
Die Traditionspflege ist sehr wichtig für die slowakische und auch den kleinen Teil der deutschen Bevölkerung. Dazu gehören Weihnachten und Ostern, die sehr typisch deutsch gefeiert werden durch Gesang und Bräuche. Auch Bräuche, die man schon vergessen hat, wie zum Beispiel das gemeinsame Federschleißen bei Gesang im alten Dialekt und gemeinsames Trinken, leben wieder auf und werden der Jugend weitervermittelt. Auch Tänze und alte volkstümliche Lieder werden vermittelt und bei fast jeder feierlichen Gelegenheit zelebriert.

## Bevölkerung
| Jahr                | 1994 | 2004    | 2014    | 2024     |
| ------------------- | ---- | ------- | ------- | -------- |
| Anzahl der Personen | 825  | 892     | 909     | 1011     |
| Unterschied         |      | +8,12 % | +1,90 % | +11,22 % |

| Jahr                | 2023 | 2024    |
| ------------------- | ---- | ------- |
| Anzahl der Personen | 1026 | 1011    |
| Unterschied         |      | −1,46 % |